# FK Dukla Banská Bystrica

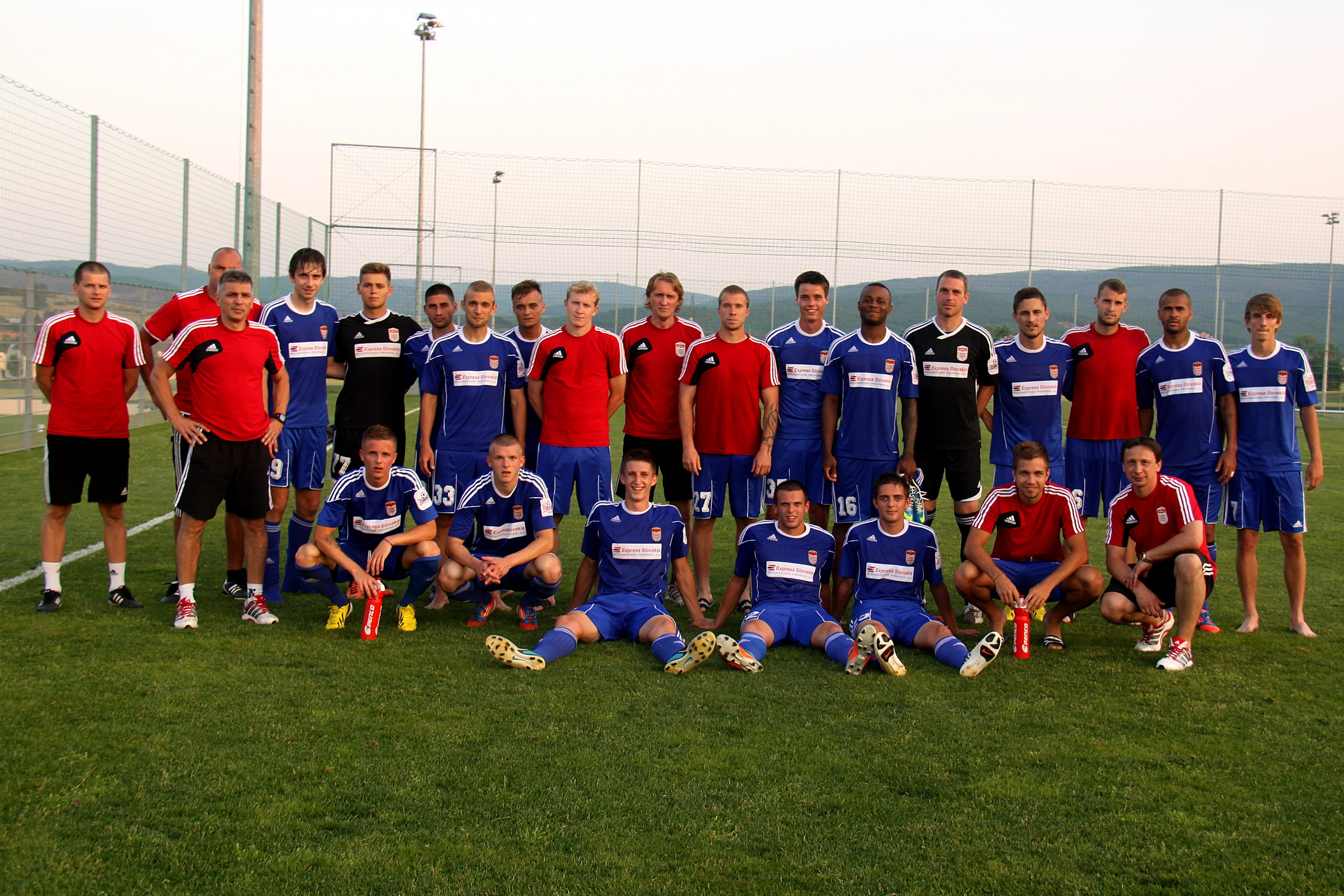
FK Dukla Banská Bystrica (2013)

El FK Dukla Banská Bystrica fou un club eslovac de futbol de la ciutat de Banská Bystrica.

## Història
Va ser fundat l'any 1965 i dissolt el 2017.
Evolució del nom:
- 1965: VTJ Dukla Banská Bystrica
- 1967: AS Dukla Banská Bystrica
- 1975: ASVS Dukla Banská Bystrica
- 1992: FK Dukla Banská Bystrica
- 2017: Dissolt

## Jugadors destacats
- Pavol Diňa
- Vratislav Greško
- Ladislav Jurkemik
- Ján Kocian
- Branislav Labant
- Anton Ondruš
- Marek Penksa
- Ladislav Petráš
- Marek Hamšík

## Palmarès
- Copa eslovaca de futbol: 1981, 2005
- Copa Intertoto: 1991